# Christiane Timmerman
Christiane (Chris) Timmerman (Antwerpen, 20 mei 1959 - aldaar, 10 februari 2019) was een Belgische psychologe, antropologe en migratiedeskundige. 
Zij was sinds 2006 directeur van CeMIS, het Centrum voor Migratie en Interculturele Studies, een interdisciplinair onderzoekscentrum van de Universiteit Antwerpen dat zich toelegt op onderzoek, vorming en academische dienstverlening op het vlak van migratie, integratie en interculturele thema’s in maatschappelijke domeinen zoals onderwijs, arbeidsmarkt, welzijn, gezin, gezondheid en recht. Daarnaast was zij verbonden als hoogleraar aan de Faculteit Sociale Wetenschappen van de Universiteit Antwerpen, waar zij doceerde over de thema’s migratie en integratie.

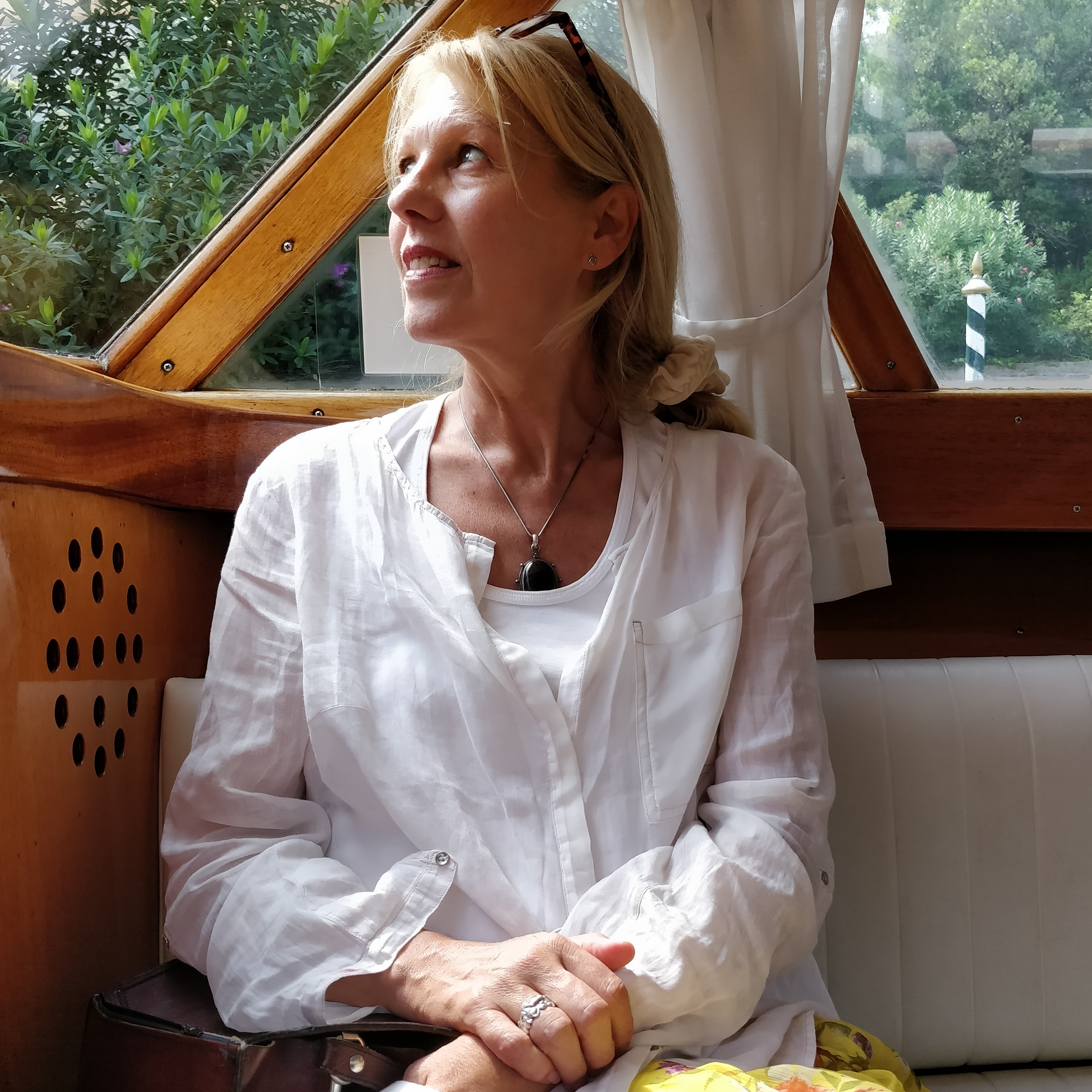
Christiane Timmerman, Venice, 2018 September 14

## Loopbaan
Christiane Timmerman studeerde aan de KU Leuven en werd licentiaat in de psychologie (klinische psychologie en experimentele sociale psychologie) (1983) en sociale en culturele antropologie (1987). Sinds 1996 was zij doctor in de sociale en culturele antropologie. Zij heeft vanaf 1987 als onderzoeker gewerkt bij het Tropisch Instituut in Antwerpen, de Katholieke Universiteit Leuven en de Universiteit Antwerpen. Tussen 1997 en 2006 coördineerde zij de onderzoekslijn Migratie en Etnische Minderheden binnen Oases, de toenmalige onderzoeksgroep armoede, sociale uitsluiting en de stad. Tussen 2004 en 2011 was zij academisch directeur van UCSIA, het Universitaire Centrum Sint Ignatius Antwerpen. Zij was sinds 2004 ook lid van de raad van bestuur van UCSIA. Zij was medeoprichter van het CeMIS, het onderzoeksinstituut waarvan ze sinds 2006 ook directeur was.
Als docent heeft Christiane Timmerman tussen 1997 en 2001 het vak Antropologie gedoceerd aan de Université libre de Bruxelles, een vak dat ze ook gegeven heeft aan de Universiteit Antwerpen in het kader van het interuniversitaire GAS-programma "Women Studies". Christiane Timmerman was verbonden aan het Departement Sociologie van de Universiteit Antwerpen en was (co)titularis van de vakken Antropologie en Interdisciplinaire perspectieven op Migratie en Integratie (sinds 2014).
Als onderzoeker en als onderzoekscoördinator, zowel aan de Universiteiten van Leuven als Antwerpen, en later als directeur van CeMIS heeft Christiane Timmerman het migratie- en integratie-onderzoek in Vlaanderen en in België mee op de kaart gezet. Ze was promotor van verschillende onderzoeksprojecten en promoveerde doctorale studenten op het domein van migratie en integratie. Onder haar leiding heeft het centrum internationale faam verworven door participatie en leiding in verschillende grootschalige internationale onderzoeksprojecten uit het Europees 7de kaderprogramma en Horizon2020. Christiane Timmerman vertegenwoordigde CeMIS in het directiecomité van het IMISCOE-netwerk, het Europese netwerk over migratie, integratie en sociale cohesie.
Timmerman heeft gepubliceerd over migratie, integratie en aanverwante thema’s.
Chris Timmerman overleed op 10 februari 2019. Ze was de echtgenote van kunsthistoricus prof. dr. Jan Van der Stock (KULeuven), de moeder van Liza Van der Stock en Willem Van der Stock.